# Ride the Pink Horse
Ride the Pink Horse – amerykański film z 1947 roku w reżyserii Roberta Montgomery'ego.

## Obsada
- Wanda Hendrix jako Pilar
- Andrea King jako Marjorie Lundeen
- Thomas Gomez jako Pancho
- Fred Clark jako Frank Hugo
- Robert Montgomery jako Lucky Gagin
- Art Smith jako Bill Retz
- Richard Gaines jako Jonathan
- Rita Conde jako Carla

## Nagrody i nominacje
| Nazwa nagrody | Wygrane            | Nominacje                                      |
| Oscar         | 1948 bez rezultatu | 1948 Najlepszy aktor drugoplanowy Thomas Gomez |